# Nitra (regio)
De Regio Nitra (Slowaaks: Nitriansky kraj, Hongaars: Nyitrai kerület) is een bestuurlijke regio van Slowakije bestaande uit zeven okresy (districten). De hoofdstad is Nitra. In het zuiden van de regio wonen etnische Hongaren (zie Hongaarse minderheid in Slowakije). In 2011 had 26,6% van de bevolking het Hongaars als moedertaal aangegeven in de volkstelling (in totaal 169.460 personen). In 2001 was dit nog bijna 30%.
De Hongaren vormen in het zuidelijk deel in het overgrote deel van de gemeenten de meerderheid van de bevolking.

## Districten
| - Komárno - Levice - Nitra - Nové Zámky - Šaľa - Topoľčany - Zlaté Moravce |

Banská Bystrica · Bratislava · Košice · Nitra · Prešov · Trenčín · Trnava · Žilina
(Lijst van vlaggen van Slowaakse regio's)